# Bulbostylis brevifolia
Bulbostylis brevifolia är en halvgräsart som beskrevs av Eduard Palla. Bulbostylis brevifolia ingår i släktet Bulbostylis och familjen halvgräs. Inga underarter finns listade i Catalogue of Life.